# Luca di Tommè

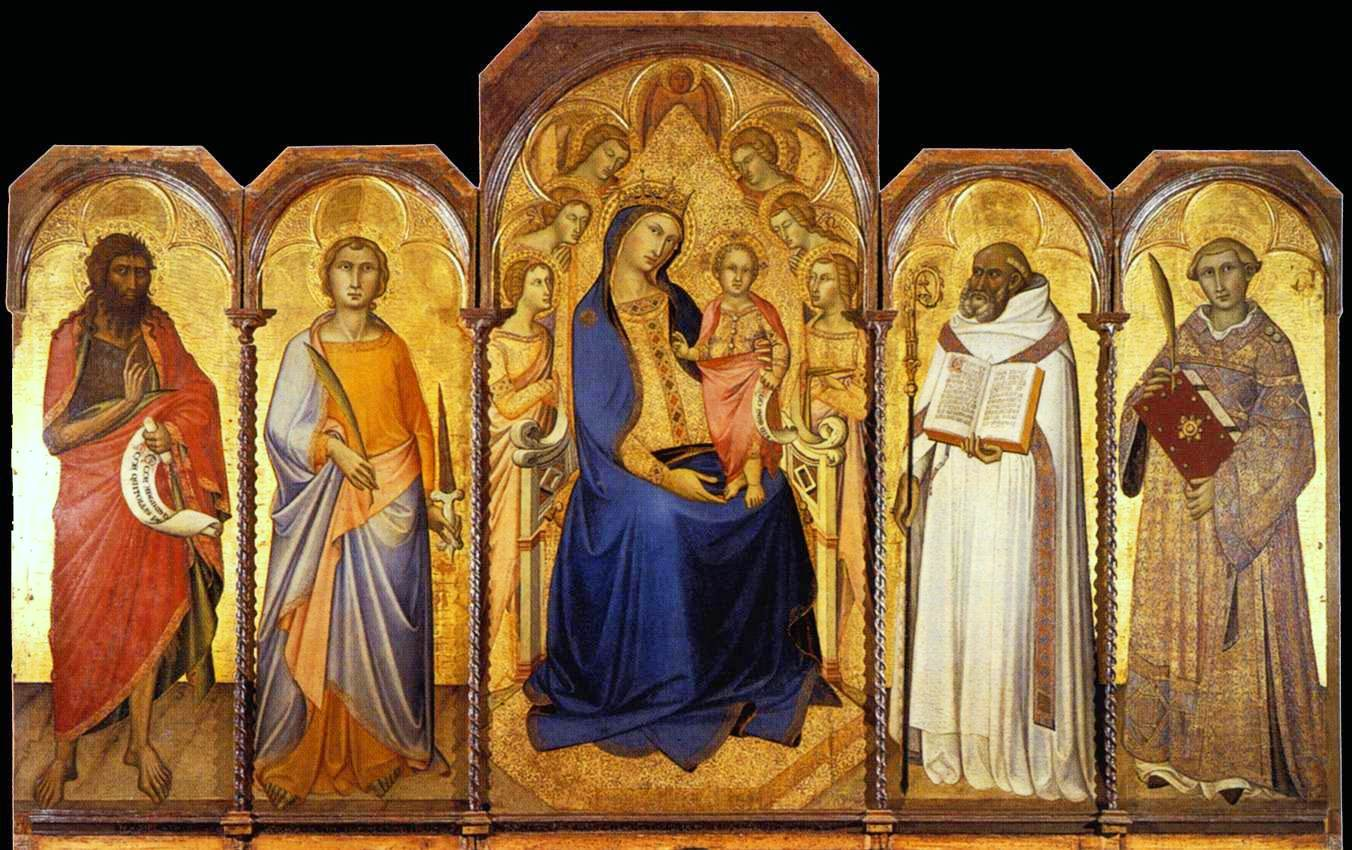
Luca di Tommè en Niccolò di Ser Sozzo, Madonna met Kind en vier heiligen, Pinacoteca Nazionale di Siena

Luca di Tommè was een Italiaanse kunstschilder waarvan de activiteit gedocumenteerd  is in Siena tussen 1356 en 1389.

## Biografie

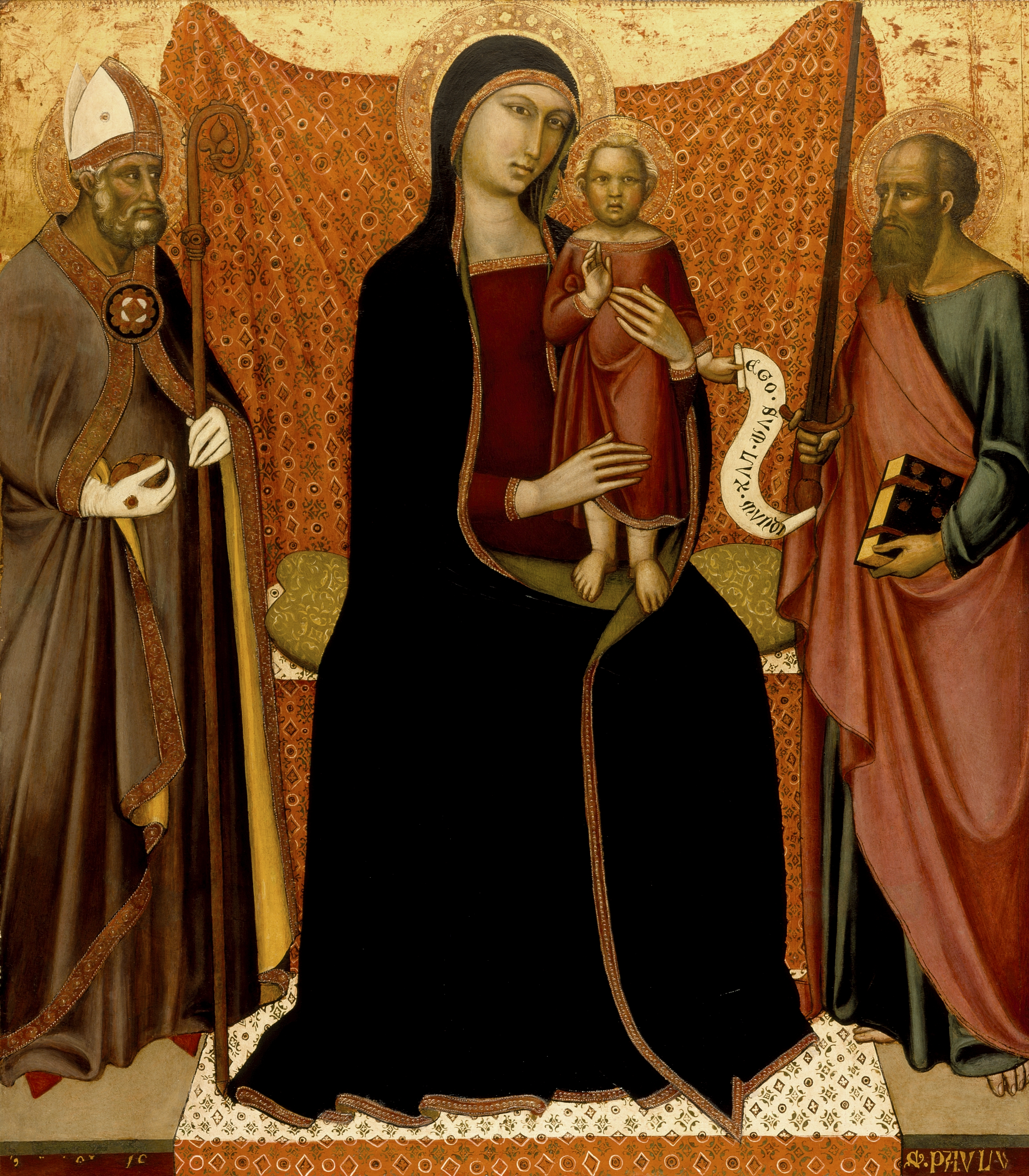
Madonna met Kind tussen de HH. Nicolaas en Paulus, Los Angeles County Museum of Art

Luca di Tommè werd waarschijnlijk geboren in Siena maar zijn geboortedatum is onbekend. Hij werd voor het eerst vernoemd in de Breve dell'arte de' pittori senesi in 1356 en daarna in 1357 en 1358 toen hij samen met Cristofano di Stefano een muurschildering maakte op de buitengevel van de kathedraal van Siena.
Luca kreeg zijn opleiding waarschijnlijk in het atelier van Niccolò di Ser Sozzo.
Hij begon te schilderen in de traditie van Duccio di Buoninsegna en leverde een belangrijke bijdrage aan de ontwikkeling van de Sienese stijl en het gebruik ervan in de veertiende eeuw. Hij ontwikkelde bovendien de vernieuwingen geïntroduceerd door Simone Martini en door Pietro en Ambrogio Lorenzetti. Luca schilderde voornamelijk altaarstukken en er zijn een vijftigtal werken aan hem toegeschreven. Hij leidde een belangrijk atelier en was voor zijn tijdgenoten een belangrijk en gerespecteerd kunstenaar.
In  1373 en in 1379 was Luca lid van de regeringsraad van de Sienese republiek. en in 1375 huwde hij met Miglia del fu Giacomino.  Plaats en datum van zijn overlijden zijn onbekend.

## Werken

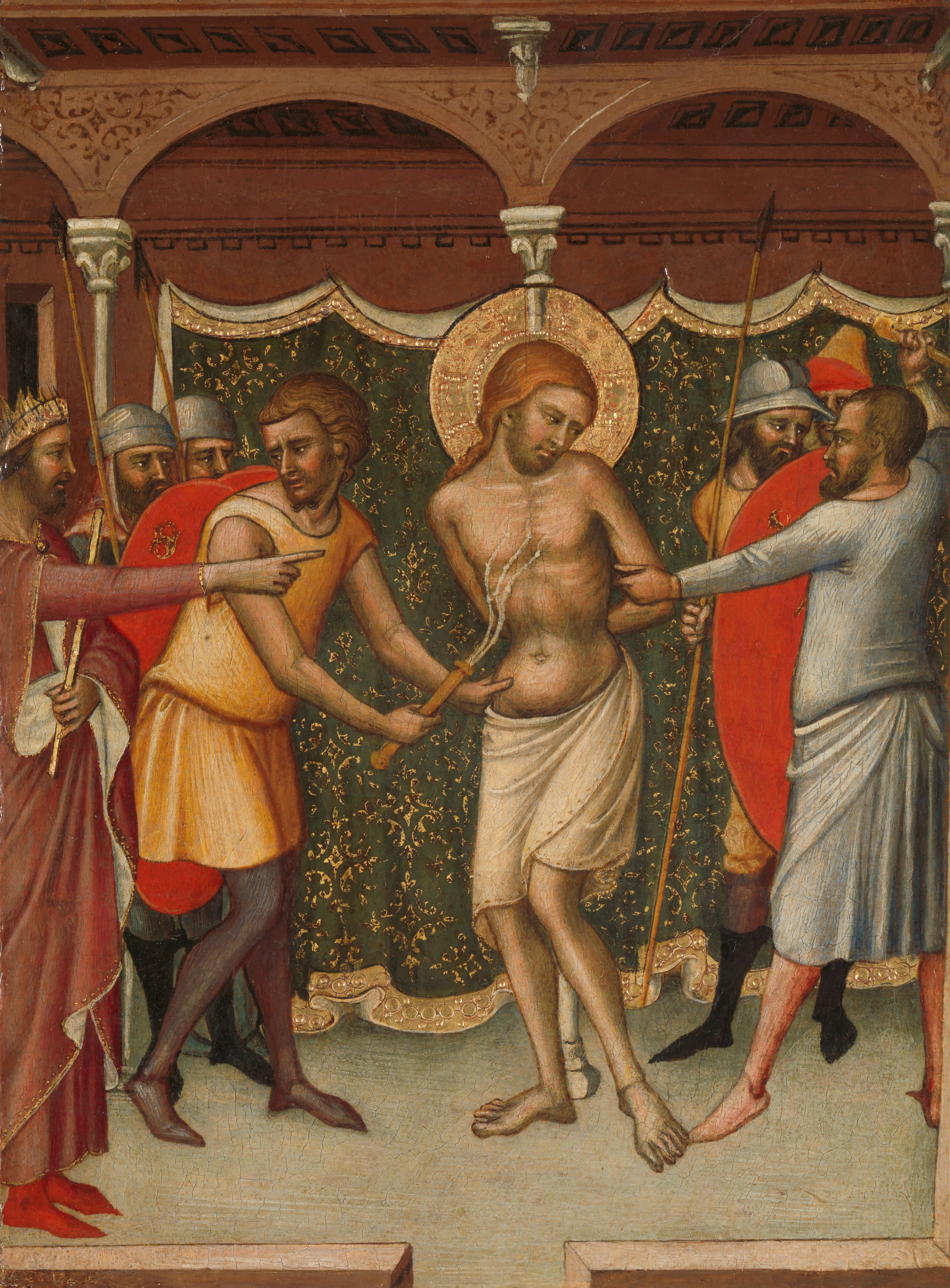
Geseling van Christus, Rijksmuseum, Amsterdam

Uit 1362 is een veelluik bewaard met de Getroonde Madonna met Kind, engelen en de heiligen Johannes de Doper, Thomas, Benedictus en Stefanus, dat gemaakt werd voor de San Tommaso degli Umiliati in Siena. Het werk is gedateerd en gesigneerd door Luca di Tommè en door Niccolò di Ser Sozzo.  Het werk wordt vandaag bewaard in de Pinacoteca Nazionale di Siena. De predella die bestaat uit vijf taferelen die het leven van de heilige Thomas illustreren, van de hand van Luca, is nu verdeeld over de Scottish National Gallery in Edinburgh en de Vaticaanse Pinacotheek in Vaticaanstad.
Uit de jaren 1366, 1367 en 1370 zijn drie gesigneerde en gedateerde werken bekend. Het eerste is een Kruisiging, van onbekende oorsprong, nu bewaard in het Museo nazionale di San Matteo in Pisa. Het tweede is een veelluik met een Anna te Drieën, gemaakt voor de chiesa dei Cappuccini fuori dal castello di San Quirico d'Orcia, nu ook in de pinacotheek van Siena. Het laatste is een Madonna met Kind en heiligen gemaakt voor de San Domenico in Rieti, nu bewaard in het museum van de stad. De laatste twee gesigneerde werken zijn een paneel met de Madonna met Kind en de heilige Antonius  in de San Francesco a Mercatello sul Metauro in Pesaro en een vijfluik met de Madonna met Kind en heiligen gemaakt voor de parochiekerk van Forsivo bij Norcia, nu bewaard in de Galleria nazionale dell'Umbria in Perugia.
Over de periode tussen 1375 en 1388 is niets geweten over activiteiten of werken van Luca, maar in 1389 wordt hij terug vermeld in de archieven van de schildersgilde voor een paneel dat hij schilderde  voor de kapel van de schoenmakers in de dom van Siena.

## Lijst van bewaarde werken
Deze lijst is geen overzicht van alle werken van Luca di Tommé. Ze is gebaseerd op het gelijknamige artikel op de Duitstalige Wikipedia
- Buonconvento, Museo di arte sacra della Val d’Arbia: Madonna col Bambino e due angioletti (afkomstig van de Pieve di Sant’Innocenza a Piana,[4]
- Gaiole in Chianti, Chiesa di San Pietro in Avenano: Madonna tra i Santi Vincenzo, Pietro, Paolo e Lorenzo (nu bewaard in de Pinacoteca Nazionale di Siena)
- Lucignano, Museo Comunale: Madonna col Bambino e santi
- Mercatello sul Metauro (PU), Museo di San Francesco: Madonna in trono col Bambino
- Montepulciano, Convento di San Francesco: Crocifissione (nu bewaard in het Museo civico des Ortes, ca. 1360
- Murlo, Chiesa di San Biagio a Filetta: Sposalizio mistico di Santa Caterina d’Alessandria coi Santi Biagio e Bartolomeo (nu bewaard in het Museo d’Arte Sacra della Val d’Arbia in Buonconvento.)
- Pisa, Museo nazionale di San Matteo: Crocifissione (1366)
- Rieti, Museo Civico: Madonna col Bambino e Santi (1370)
- Roccalbegna, Oratorio del Santissimo Crocifisso (nu bewaard in het museum von Roccalbegna): Croce
- Seggiano (Ortsteil Pescina), Chiesa di San Lorenzo Martire: Madonna col Bambino
- Siena, Chiesa di San Pietro a Ovile: San Pietro
- Siena, Chiesa di Santo Spirito: Crocifisso
- Siena, Museo delle Biccherne, Staatsarchief Siena: Circoncisione (1357)
- Siena, Oratorio del Nome di Gesù (Contradakerk van de Contrada Bruco): Madonna e Figlio (ook Madonna della Disciplina Maggiore genoemd, (1370)
- Siena, Palazzo Pubblico, Sala dei Pilastri: Annunciazione con Gesù benedicente (samen met Niccolò di ser Sozzo)
- Siena, Pinacoteca Nazionale di Siena:
  - Gesù in casa del fariseo
  - Madonna col Bambino, angeli e santi (samen met Niccolò di ser Sozzo)
  - Madanna col Bambino e quattro santi (1362)
  - Predica e martirio di San Paolo
  - San Giovanni Battista, Giacobbe, Isaia, Santa Caterina d’Alessandria
  - Sant’Anna Metterza (1367)
- Siena, Santa Maria della Scala: fresco’s in de sacristie van de Compagnia di Santa Maria sotto le Volte
- Sovicille, Monastero della Santissima Trinità e Santa Mustiola a Torri (Pieve di Santa Mustiola): Madonna col Bambino
- Sovicille, Pieve di San Giovanni Battista a Pernina: Madonna col Bambino (nu bewaard in het Museo civico e d’arte sacra in Colle di Val d'Elsa)
- Sovicille, Villa Budini Gattai, Cappella dei SS. Filippo e Giacomo alle Segalaie: Madonna con Bambino in trono e santi

## Web links
- Luca di Tommé, werken op de Web Gallery of Art.
- Luca di Tommé (en een aantal tijdgenoten) op Fondazione Federico Zeri, Universita di Bologna

- Bibliothèque nationale de France: cb15037898x (data)
- Gemeinsame Normdatei: 120235978
- International Standard Name Identifier: 0000 0000 5766 1652
- Library of Congress Control Number: n83190560
- Nationale Bibliotheek van Israël: 987007452156905171
- Nederlandse Thesaurus van Auteursnamen: 072980656
- RKD-Nederlands Instituut voor Kunstgeschiedenis: 120640
- Système universitaire de documentation: 158985427
- Union List of Artist Names: 500003597
- Virtual International Authority File: 47587287
- WorldCat: E39PBJbRjB6pgtR69yyX6GMMfq